# Сокол (Каменец-Подольский район)
Со́кол (укр. Сокіл) — село в Каменец-Подольском районе Хмельницкой области Украины. Население составляет 719 человек. Орган местного самоуправления Сокольская сельская рада (сельский совет).
Село расположено на левом берегу Днестра, в 10 км от автодороги Каменец-Подольский — Черновцы. Расстояние до райцентра и железнодорожной станции Каменец-Подольский — 25 км.
В селе есть средняя школа, клуб, библиотека, участковая больница, аптека.
Впервые село упоминается в исторических документах 1406 года. В районе села археологами обнаружено несколько стоянок среднего (100—40 тыс. лет назад) и позднего (40—13 тыс. лет назад) палеолита, а также остатки поселений трипольской культуры, скифского и древнерусского времени.